# نیوتن تونی
نیوتن تونی (به انگلیسی: Newton Tony) یک روستا و محله مدنی در بریتانیا است که در Wiltshire واقع شده‌است. نیوتن تونی ۳۸۱ نفر جمعیت دارد.